# NGC 5297
NGC 5297 (również PGC 48815 lub UGC 8709) – galaktyka spiralna z poprzeczką (SBc), znajdująca się w gwiazdozbiorze Psów Gończych. Odkrył ją William Herschel 9 kwietnia 1787 roku.